# Барсегов, Юрий Георгиевич
Ю́рий Гео́ргиевич Барсе́гов (арм. Յուրի Գեորգիի Բարսեղով; 7 марта 1925, Тифлис — 6 августа 2008, Москва) — советский и российский специалист по международному праву, по национальности армянин, доктор юридических наук, кандидат исторических наук, профессор международного права, являлся директором Армянского института международного права и политологии. Автор ряда монографий и свыше 300 статей по различным вопросам международных отношений, дипломатии и права, опубликованных в России, США, Франции, Германии, Норвегии, Швеции, Японии, Финляндии, Армении.

## Биография
Родился 7 марта 1925 в Тифлисе (ныне Тбилиси).
В 1943 году был призван в армию, служил в инженерных войсках Закавказского фронта. В 1945 демобилизовался и поступил в Московский государственный институт международных отношений на факультет международного права, который с отличием окончил в 1950 году по специальности юрист-переводчик по Франции. Затем поступил в аспирантуру и в 1953 году защитил диссертацию кандидата юридических наук по теме «Территория в международном праве». После окончания аспирантуры сперва работал заместителем заведующего, а затем, в 1954—1962 годах — заведующим редакцией литературы по вопросам международных отношений, дипломатии и права в издательстве «Иностранная литература». В 1962—1969 и 1972—1979 годах работал в Секретариате ООН, на последнем этапе — в должности специального помощника заместителя Генерального секретаря ООН — главного юрисконсульта и начальника правового департамента Секретариата ООН. В 1969—1972 годах и с 1979 году — в Институте мировой экономики и международных отношений (ИМЭМО) АН СССР: заведовал сектором международных организаций, затем сектором международного морского права, затем отделом Мирового океана. Доктор юридических наук (1984, диссертация «Международно-правовые основания решения глобальной проблемы освоения Мирового океана»). В 1987—1992 годах член Комиссии международного права Генеральной ассамблеи ООН.
Барсегов был известен также как автор ряда работ по геноциду армян и Карабахскому конфликту. По случаю его смерти выразил официальные соболезнования президент непризнанной Нагорно-Карабахской республики Бако Саакян.
Похоронен в Москве на Троекуровском кладбище.

## Научно-организационная деятельность
- иностранный член Академии наук Республики Армении (2005)
- заведующий сектором глобальных проблем ИМЭМО
- заведующий Центром международных проблем Мирового океана и экологии ИМЭМО РАН
- член Ассоциации морского права и Ассоциации международного права России со времени их учреждения

## Сочинения
Монографии, свыше 500 статей по различным вопросам международных отношений, дипломатии и права, опубликованных в России, США, Германии, Норвегии, Японии, Финляндии, Армении, в том числе
- Вопрос о правовом статусе и правовых основаниях приобретения титулов на исторические воды в современном международном морском праве // Ежегодник международного права. М., 1988
- Геноцид армян — преступление по международному праву (2000)
- Геноцид армян — преступление против человечества (о правомерности термина и юридической квалификации)
- Геноцид армян и современность
- Геноцид армян. Ответственность Турции и обязательства мирового сообщества. Документы и комментарии. Сб. док. в 3-х т.т. (2002—2005, составитель, ответственный редактор и автор предисловия и комментария)
- Державы, причастные к Геноциду армян, должны искупить свою вину
- Каспий в международном праве и мировой политике. М., 1998
- Международно-правовые основания решения глобальной проблемы освоения Мирового океана: дис. … д-ра юрид. наук. М., 1984
- Международно-правовые проблемы Средиземноморья // Europe the Mediterranean, Russia: Perception of strategies. Moscow 1998
- Мировой океан и экологическая безопасность. Общие перспективы США и России (1994, в соавторстве с российскими и американскими учеными)
- Мировой океан: от конфронтации к сотрудничеству. М., 1984 (на испанском языке)
- Мировой океан: право, практика, дипломатия. М., 1983
- Нагорный Карабах в международном праве и мировой политике, сборник док. в 2-х тт., сост. Ю. Г. Барсегов, Москва, 2008.
- Преступный сговор // Анив. 2006. № 2
- Пиратство и армянская морская торговля // Анив. 2006. № 5
- Дело королевского пирата Кидда (недоступная ссылка) // Анив. 2006. № 3
- Дело королевского пирата Кидда (продолжение) (недоступная ссылка) // Анив. 2006. № 4
- Дело королевского пирата Кидда (продолжение) (недоступная ссылка) // Анив. 2006. № 5
- Самоопределение и территориальная целостность. М., 1993
- Словарь международного морского права. М., 1985
- Территория в международном праве. М., 1958
- Турецкая доктрина международного права на службе политики Геноцида (о концепции члена «Комиссии Примирения» Гюндюз Актана)
- Восстановить права народа: державы, причастные к геноциду армян, должны искупить свою вину // Независимая Газета, 11 ноября, 1999 г.
- К вопросу о применимости конвенции к геноциду армян // Газета «Ноев Ковчег», No 6 (64), июль 2003 г.

## Интервью
- Марина Григорян. Интервью с доктором юридических наук, профессором Юрием Барсеговым
- Армен Ханбабян. Интервью с Юрием Барсеговым
- Эхо Москвы / Передачи / Интервью / Четверг, 22.04.2004: Ара Абрамян, Юрий Барсегов

## Достижения
- доктор юридических наук
- профессор международного права РУДН
- иностранный член НАН РА (2004)[5]

## Награды
- медаль ордена «За заслуги перед Отечеством» II степени (1996) — за заслуги перед государством, большой вклад в разработку и создание многоцелевого орбитального пилотируемого комплекса «Мир»[6]
- орден Месропа Маштоца (НКР) (2000)
- орден «Золотой крест» (Союза армян России)
- медаль Мхитара Гоша (РА) (2000) — за большой вклад в научное обоснование права народа Нагорного Карабаха на самоопределение, за эффективное участие в переговорном процессе по урегулированию карабахского конфликта
- медаль «За победу над Германией в Великой Отечественной войне 1941—1945 гг.»
- медаль «За оборону Кавказа»
- «золотой крест» Союза армян России — за выдающиеся достижения в области науки, связанной с изучением историко-политического и международно-правовых аспектов признания и ликвидации последствий геноцида армян[7]

## Семья
- Отец — Георгий Сергеевич Барсегов (1900—1953). Мать — Сусанна Галустовна Барсегова (1899—1947). Супруга Майя Павловна Барсегова (Пегачева) (1928—2002), сын — Георгий Юрьевич Барсегов (1962—2019), сотрудник МИД РФ, начальник отдела Департамента по вопросам нераспространения и контроля над вооружениями.
- Прадед Юрия Барсегова с отцовской стороны — Аракел Христофорович Карамов был участником войны с Шамилем, награждён тремя Георгиевскими крестами и медалями. Отец в годы войны был офицером Советской армии, воевал на Северном Кавказе, затем служил в Закавказском военном округе. В 1945 — был демобилизован и после завершения строительства авиационного завода в Тбилиси до конца жизни работал заместителем его директора. Мать — дочь священника, преподавала армянский язык в армянской школе в Тбилиси.